# Erysiptila
Erysiptila är ett släkte av fjärilar. Erysiptila ingår i  familjen Ethmiidae.
Erysiptila clevelandi är enda arten i släktet Erysiptila enligt Catalogue of Life